# لاسلو فیش توت
لاسلو فِـیــِش توت (مجاری: Fejes Tóth László؛ pronounced [ˈfɛjɛʃ ˈto:t ˈla:slo:]؛ ۱۲ مارس ۱۹۱۵ – ۱۷ مارس ۲۰۰۵) یک ریاضی‌دان برجستهٔ اهل مجارستان بود.
تخصص و حوزهٔ فعالیت او هندسه بود. او ثابت کرد الگوهای توری، مؤثرترین روش در بسته‌بندی مجموعه‌های محدب با تقارن مرکزی در یک سطح اقلیدسی است. (نوعی تعمیم نظریهٔ کپلر، قیاسی دوبعدی از حدس کپلر). او پژوهش‌هایی بر روی مسئله بسته‌بندی کُره انجام داد و نخستین کسی بود که در سال ۱۹۵۳ میلادی، نشان داد اثباتِ حدس کپلر را می‌توان به یک تحلیل محدود و متناهی تقلیل داد. وی بعدها پیش‌بینی کرد که کامپیوترها قادر خواهند بود تا این مسئله را حل کنند.
وی از سال ۱۹۶۲ میلادی عضو آکادمی علوم مجارستان بود و بابت یک عمر دستاورد علمی در سال ۱۹۵۷ برندهٔ جایزه کوشوت و در سال ۱۹۷۳ میلادی برندهٔ جایزه سچنی شد.
وی به همراه پال اردوش و هارولد اسکات مک‌دانلد کاکستر، پایه‌گذار هندسه گسسته بودند.